# Akinci

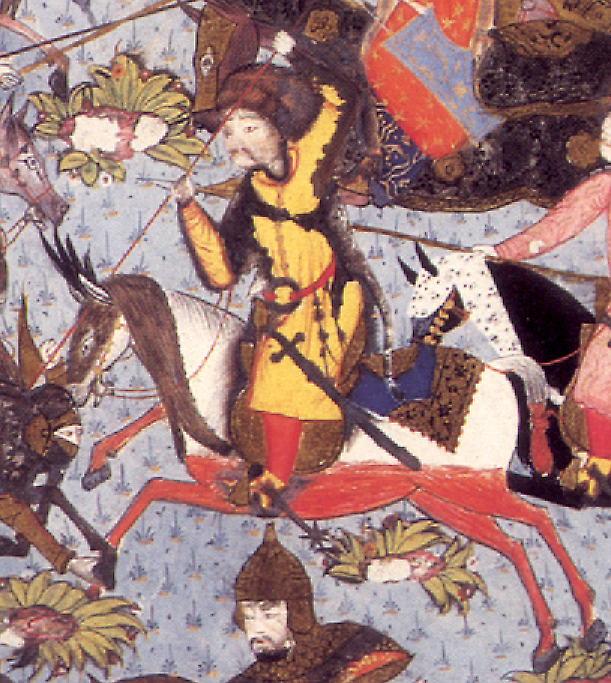
Un soldato del corpo degli Akinci durante una battaglia.

L'Akinci (dalla parola turca Akıncı - in cui pertanto la "c" va pronunciata come una "g" dolce: Akingi - che significa "incursore") era un corpo di cavalleria leggera dell'esercito ottomano, in uso fin dal XVI secolo, prevalentemente per operazioni di ricognizione e nelle imboscate e nelle "piccole mischie". 
Questi soldati - originariamente turcomanni di nobile provenienza - erano dotati di corazza leggera ed equipaggiati con armi da lancio, impiegate per danneggiare il nemico da lontano in modo da ritirarsi prima che potesse contrattaccare efficacemente (tattica del "colpisci e fuggi").